# 扶羅韓
扶羅韓（呉音：ぶらがん、漢音：ふらかん、拼音：Fúluóhán、生没年不詳）は、中国後漢末期の鮮卑族の大人（部族長）。

## 生涯
先に弟の歩度根が大人となったが、その勢力は次第に衰え、別に数万の勢力を有していた扶羅韓もまた大人に立てられた。
建安年間に入り、代郡烏丸の能臣氐らが服属を申し出ると、扶羅韓は一万余騎を従えて迎えに出た。しかし能臣氐らは「扶羅韓の部族は威勢が足りず、恐らくは成功を見ないだろう」と考え直し、また別の大人である軻比能にも使者を遣わした。軻比能もすぐに一万余騎を率いて現れ、同盟を結ぶこととなったが、この席上で扶羅韓は軻比能により暗殺された。扶羅韓の子の泄帰泥とその部族は軻比能に服属した。